# Marcus-Gunnar Pettersson
Marcus-Gunnar Pettersson, född 1 juli 1987 i Arvika, är en svensk illustratör, bildkonstnär och författare med inriktning mot främst bilderböcker. 

## Biografi
Marcus-Gunnar Pettersson är utbildad inom grafisk design och illustration vid Konstfack. 2014 debuterade han som barnboksillustratör i böckerna Dansbus & Kaktrubbel , Badbomber & Simhopp och Camping & Kurragömma på Olika förlag. 
År 2015 mottog Pettersson Albert Engström-sällskapets ungdomspris på Albert Engströms gård i Grisslehamn. 
År 2016 illustrerade Pettersson Ylva Hällens debutbok Ylvania, Sagan om Ljusbäraren baserad på TV-serien från SVT. Boken fick året efter Barnradions Bokpris.  Han illustrerade 2017 boken Åskan – av Ulf Stark. År 2017 fick han också uppdraget att illustrera diplomet för Litteraturpriset till Astrid Lindgrens minne  (typografi av Maja K. Zetterberg), världens största barnbokspris, som då tilldelades Wolf Erlbruch.
Pettersson debuterade som författare  2018 med bilderboken Modig som ett lejon, pigg som en mört, en humoristisk och detaljrik bilderbok med djuridiom skriven på vers. Boken fick 2019 fick en uppföljare med Rädd som en hare, dum som en gås.
Hösten 2020 släpptes Barnens Bästa Bibel, en barnbibel med text av biskop Sören Dalevi och illustrationer av Pettersson på Speja förlag. Boken fick stor uppmärksamhet, bland annat i tidningen Vi, SVT, Expressen och DN och redan några veckor efter att den släpptes hade den sålt slut och trycktes i ny upplaga. Den utsågs till Värmlands vackraste bok 2020 av Föreningen Värmlandslitteratur
Under 2022 - 2024 drev Marcus-Gunnar projektet Vikgubbar där 219 yrkesverksamma tecknare, konstnärer och illustratörer brevväxlade tillsammans. Resultatet blev 55 vikgubbar och en bok - ett unikt dokument över svensk bildkonst i Sverige. Exempel på deltagare var personer som Joakim Pirinen, Jan Lööf, Eva Lindström, Maria Nilsson Thore, Olof Landström, Gunna Grähs, Stina Wirsén, Owe Gustafson, Lasse Åberg, Sara Lundberg, Eva Eriksson, Ellen Ekman, Sven Nordqvist och många fler.
Oktober 2024 släpptes boken Räven som lärde sig cykla som är Marcus-Gunnars första helt egna berättelse. Boken handlar om Räven som lever ett stilla liv, samlar skrot i skogen som han inte riktigt vet vad man ska göra med, men som kan vara bra att ha. En dag kommer en pelikan cyklande och detta leder till nya funderingar och en längtan hos Räven. Berättelsen utspelar sig i en postapokalyptisk värld. 
Marcus-Gunnar innehar stol nummer tre i Svenska barnboksakademin och sitter i styrelsen för Svenska Tecknare.

## Priser och utmärkelser
- 2013 – Nils Johan Sjöstedts Stiftelse
- 2014 – Kolla! illustration, studentarbeten
- 2015 – Albert Engström-sällskapets ungdomspris
- 2020 – Arvika Kommunpris
- 2020 – Landstingets Frödingstipendium [11]
- 2021 – Karlstads kommuns kulturstipendium till Gustaf Frödings minne
- 2023 – Läsfrämjarpriset, En bok för allas vänner [12]